# Ябутийские языки
Ябутийские языки (жабутийские) — небольшая семья южноамериканских индейских языков, распространённых на юго-западе Бразилии в штате Рондония в районе реки Бранко бассейна Гуапоре. Общее число говорящих — 11 человек (оценка на конец 1990-х гг.).
Включает 3 языка, которые достаточно близкродственны между собой, чтобы иногда считаться диалектами одного языка.
- ябути́ (жабути́, кипиу, джеоромичи) — 5 чел. (1990)
- арикапу́ — 6 чел. (1998)
- машуби † — возможно диалект языка арикапу

## Внешние связи
Ещё Гринберг включил ябутийские языки в состав макросемьи макро-же, хотя данных им представленных было недостаточно для подтверждения такой аффиляции. Соответственно Т. Кауфман и А. Д. Родригес не включали эти языки в макро-же. Однако недавно Э.Рибейро вновь высказался за включение их в состав этой макросемьи.